# Ellin Robles
Ellin Maria Agnes Robles, née à Paramaribo le 25 avril 1951 et morte à Amsterdam le 2 novembre 2011, est une administratrice, chroniqueuse et militante surinamaise-néerlandaise.

## Biographie
Robles naît le 25 avril 1951 à Paramaribo, au Suriname. Elle est la fille d'Iwan Antonius Robles (1906-1962) et de Jaguelina Anthoinetta Kerpens (1907-1987). Son père est chef du service des enquêtes fiscales. Robles est la benjamine de six sœurs et de deux frères.
En 1962, ses parents séjournent longtemps aux Pays-Bas car son père a besoin de soins médicaux. C'est pour cette raison que Robles emménage chez son oncle avec une de ses sœurs. Son père meurt en 1962 d’un cancer de la gorge. Après la mort de son père, les choses deviennent plus difficiles financièrement pour la famille.
Durant ses années d’école primaire, Robles est traitée comme si elle était « retardée » en raison de son handicap (léger boitement et spasticité). En 1970, Robles part étudier le droit constitutionnel et administratif à l'Université du Suriname. Durant ses études, elle s'engage politiquement dans un groupe de gauche. En 1972, elle écrit deux articles pour De Vrije Stem dans lesquels elle dénonce la violence du mouvement Black Power américain. Durant ses années d’études, Robles travaille au bureau d’aide juridique de Paramaribo. En 1976, elle obtient son diplôme et est engagée comme assistante juridique au ministère de l'Intérieur surinamais.
En 1979, Robles part aux Pays-Bas à l'âge de 28 ans, parce qu'elle s'est mise à détester la pauvreté qui règne au Suriname. À Amsterdam, elle obtient un emploi comme employée administrative au Dienst Ruimtelijke Ordening, le département de l'aménagement du territoire.
Robles envisage de revenir au Suriname parce qu’elle est déçue de l'intégration des Surinamiens aux Pays-Bas. En 1982, Robles passe une longue période au Suriname au moment des massacres de décembre. Elle s'enfuit avec sa famille à Albina, une ville proche de la frontière avec la Guyane française. Elle décide de retourner à Amsterdam en 1983.
À Amsterdam, elle trouve un emploi d’assistante juridique en droit de l’environnement. Cependant, Robles ne reste pas aux Pays-Bas ; en 1983 et 1984, elle participe à un programme éducatif pour les enfants défavorisés à New York. En 1985, Robles revient à Amsterdam. Deux ans plus tard, en 1991, Robles est chargée par le département des ressources humaines de la municipalité d'Amsterdam de réorganiser le refuge pour femmes battues communal. C'est à ce moment que Robles reprend contact avec Judith Meijer. Robles et Meijer sont en couple jusqu'à la mort de Robles en 2011.

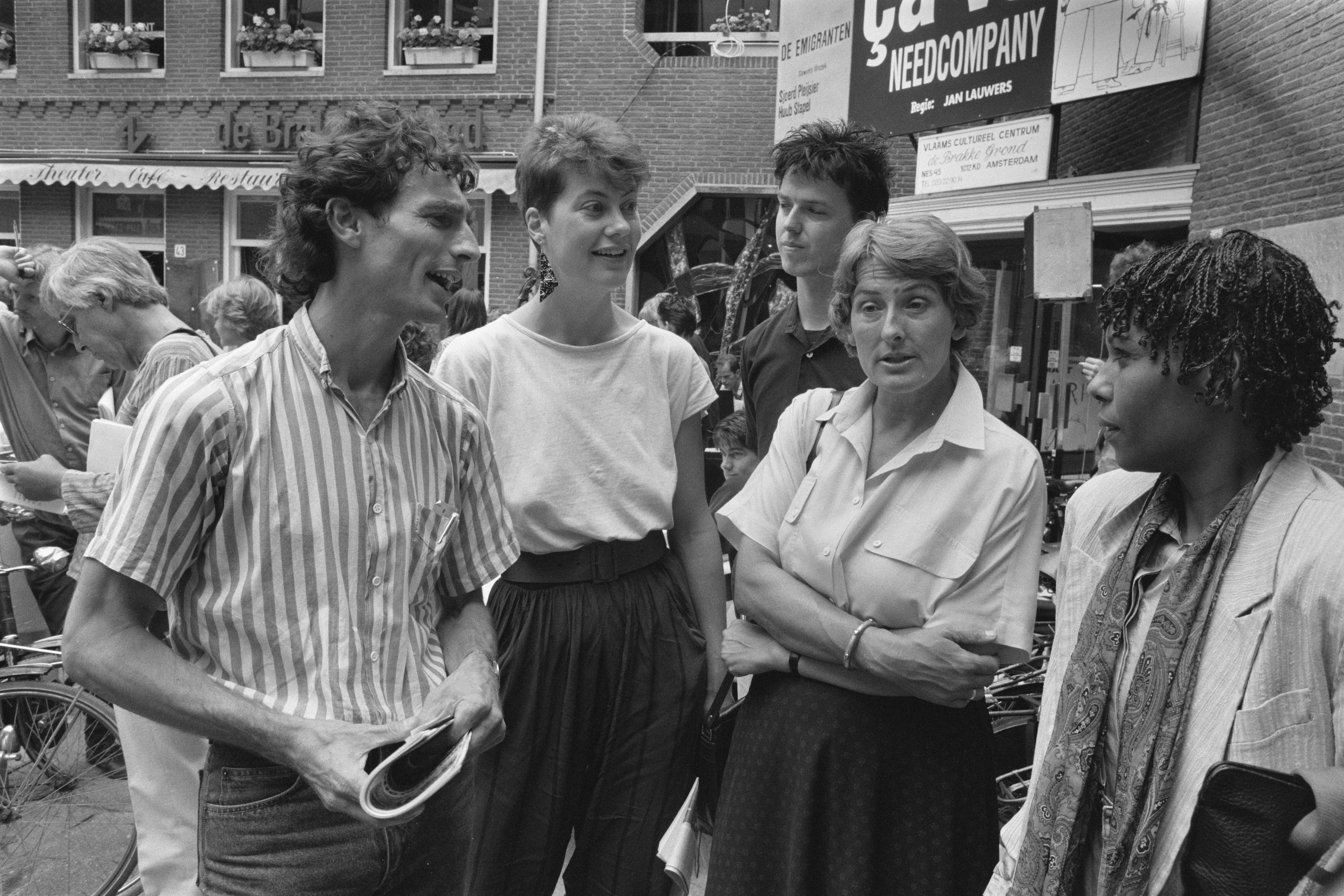
En 1989, Robles (tout à droite) figure sur la liste électorale de GroenLinks. De gauche à droite : Paul Rosenmöller, Marijke Vos, Maarten van Poelgeest et Ria Beckers.

En 2002, Robles devient directrice de l'organisation caritative Alcides Zuid-Oost. En 2003, Robles est suspendue de son poste après avoir dénoncé une mauvaise conduite financière du conseil d'administration et qualifié l'organisation de « système parasitaire ». Les cadres et les employés d'Alcides Zuid-Oost soutiennent Robles et refusent de suivre le président Albert van Wingerden, ce qui précipite l'organisation dans le chaos.
Robles décide ensuite de prendre un congé sabbatique et d'écrire comme chroniqueuse pour Het Parool.
Robles est surtout connue comme activiste,. Elle milite pour l’égalité des droits pour les différentes minorités: les femmes, les personnes issues de l’immigration, les gays et les lesbiennes, entre autres. Dans les années 1980, Robles participe à la fondation du Mouvement des femmes noires, migrantes et réfugiées (Zwarte, Migranten- en Vluchtelingen- Vrouwenbeweging). En 1989 et 1990, elle est présidente de la fondation Flamboyant. Elle participe également à Tegen Haar Wil Amsterdam, à la Landelijke Ombudsvrouw, à la fondation Kinderen van de Vrede, à la Muziekschool Amsterdam et à Women Inc..
À partir de 2004, la santé de Robles se détériore. En plus de douleurs physiques croissantes, elle souffre de dépression et de crises d’angoisse. Pour cette raison, Robles demande l'euthanasie, mais sa demande n'est pas acceptée. En réponse, Robles décidé de se laisser mourir de déshydratation en 2010. Robles écrit sur ce processus dans son autobiographie Banneling. Robles meurt le 2 novembre 2011 à son domicile à Amsterdam. Elle est incinérée et ses cendres sont enterrées au cimetière Nieuwe Ooster.

## Représentation
Robles est représentée dans l'œuvre Rebelse Trots (2015) de Patricia Kaersenhout qui présente douze femmes du mouvement ZMV des années 1980. L'œuvre fait partie de la collection du Musée d'Arnhem.